# Eliezer Berkovits
Pour les articles homonymes, voir Berkovits.
Eliezer Berkovits (8 septembre 1908, Nagyvárad (Oradea), Autriche-Hongrie, aujourd'hui en Roumanie– 20 août 1992, Jérusalem, Israël) est un rabbin, théologien et éducateur du Judaïsme orthodoxe moderne. 

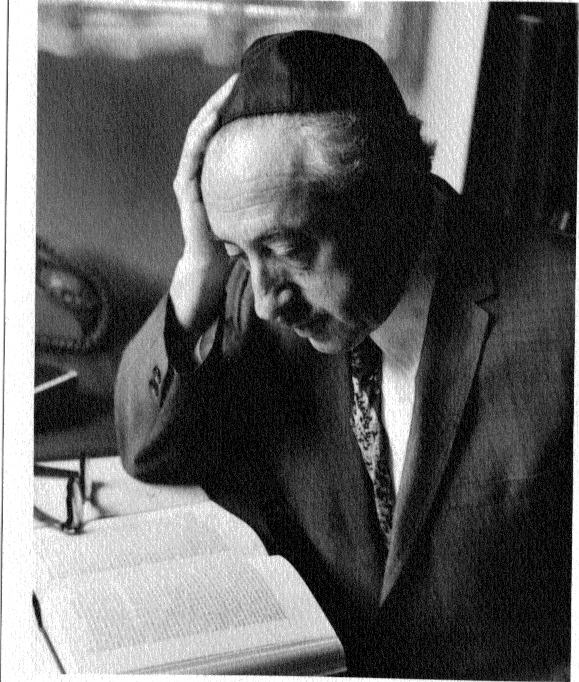
Eliezer Berkovits

## Biographie
Eliezer Berkovits est né le 8 septembre 1908 à Nagyvárad, Autriche-Hongrie aujourd'hui en Roumanie,,.
Il est le fils de Dov Bernat Berkovits et de Beila (Koos) Berkovits. Dov Bernat ou	"Dov Bernard" Berkovits (1885, Malčice, Slovaquie-18 mars 1944, Oradea, Roumanie) est un rabbin et un homme d'affaires. Beila Berta Berkovits (Koos) est née en 1882 à Oradea, Roumanie et est morte à Auschwitz en 1944.
Eliezer Berkovits fait partie d'une fratrie de six enfants: le rabbin Rabbi Moshe David Berkovits (1er novembre 1909, Oradea- 26 mars 1977, Jérusalem), Victor Berkovits (1911, Oradea-17 avril 1990, Haïfa, Israël), rabbin et homme d'affaires, Miriam (Meidi) Berkovits  (Oradea-1944, Auschwitz), Rachel Channah Berkovits (Oradea-1944, Auschwitz) et Shmuel Berkovits (Oradea-1944, Auschwitz).

## Œuvres
- (de) Hume and Deism, 1933
- (de) What is the Talmud?, 1938
- (en) Towards Historic Judaism, 1943
- (en) Between Yesterday and Tomorrow, 1945
- (en) Judaism: Fossil or Ferment?, 1956
- (en) God, Man, and History, 1959
- (en) Prayer, 1962
- (en) A Jewish Critique of the Philosophy of Martin Buber, 1962
- (he) T'nai Bi'N'suin u'V'Get, 1966
- (en) Man and God: Studies in Biblical Theology, 1969
- (he) Faith After the Holocaust, 1973
- (en) Major Themes in Modern Philosophies of Judaism, 1974
- (en) Crisis and Faith, 1976
- (en) With God in Hell: Judaism in the Ghettos and Death Camps, 1979
- La Torah n'est pas au ciel: nature et fonction de la loi juive [« Not in Heaven: The Nature and Function of Halakha »]  (trad. de l'anglais), coll. « teamim », 2018 (1re éd. 1983).
- (he) HaHalakha, Koha V'Tafkida, 1981
- (he) Logic in Halacha, 1986
- (en) Unity in Judaism, 1986
- (he) The Crisis of Judaism in the Jewish State, 1987
- (en) Jewish Women in Time and Torah, 1990